# つくば賞
つくば賞（つくばしょう）は、一般財団法人茨城県科学技術振興財団が授与する学術賞。
茨城県において科学技術に関する研究に携わり、顕著な研究成果を収めた研究者を顕彰し、研究者の創造的な研究活動を奨励することを目的とする。
本賞には他に、実用化研究に寄与した研究者や、40歳未満の若手研究者を対象とする「つくば奨励賞」が設けられている。

## つくば賞受賞者
- 1989年（第1回） - 前田弘
- 1990年（第2回） - 眞崎知生、後藤勝年、木村定雄、柳沢正史、三井洋司、矢崎義雄、栗原裕基、藤野政彦
- 1991年（第3回） - 高田進、幸坂紳、黒澤格、青柳昌宏、仲川博、岡田義邦、濱崎陽一
- 1992年（第4回） - 受賞者なし
- 1993年（第5回） - 坂部知平
- 1994年（第6回） - 井川洋二
- 1995年（第7回） - 村上和雄、宮崎均 、深水昭吉、谷本啓司、八神健一、杉山文博
- 1996年（第8回） - 青木勝敏、山脇浩、藤久裕司、坂下真実
- 1997年（第9回） - 受賞者なし
- 1998年（第１0回） - 飯島澄男
- 1999年（第11回） -  村上洋一
- 2000年（第12回） - 林崎良英
- 2001年（第13回） - 赤木和夫
- 2002年（第14回） - 篠崎一雄、篠崎和子
- 2004年（第15回） - 多比良和誠、宮岸真、川崎広明、藁科知子
- 2005年（第16回） - 板東義雄、デミトリー・ゴルバーグ、高義華
- 2006年（第17回） - 越智幸三
- 2007年（第18回） - 山本雅之
- 2008年（第19回） - 佐々木高義、長田実
- 2009年（第20回） - 湯浅新治、鈴木義茂
- 2010年（第21回） - 末永和知
- 2011年（第22回） - 成松久
- 2012年（第23回） - 青木慎也、石井理修、初田哲男
- 2013年（第24回） - 林純一
- 2014年（第25回） - 宮崎修一
- 2015年（第26回） - 渋谷彰
- 2016年（第27回） - 宝野和博
- 2017年（第28回） - 寺部一弥、長谷川剛、青野正和
- 2018年（第29回） - 受賞者なし
- 2019年（第30回） - 廣崎尚登
- 2020年（第31回） - 岡田誠、菅沼悠介、羽田裕貴
- 2021年（第32回） - 櫻井武
- 2022年（第33回） - 足立伸一 、野澤俊介
- 2023年（第34回） - 江面浩
- 2024年（第35回） - 谷口尚、渡邊賢司